# Linthorst Homanpolder

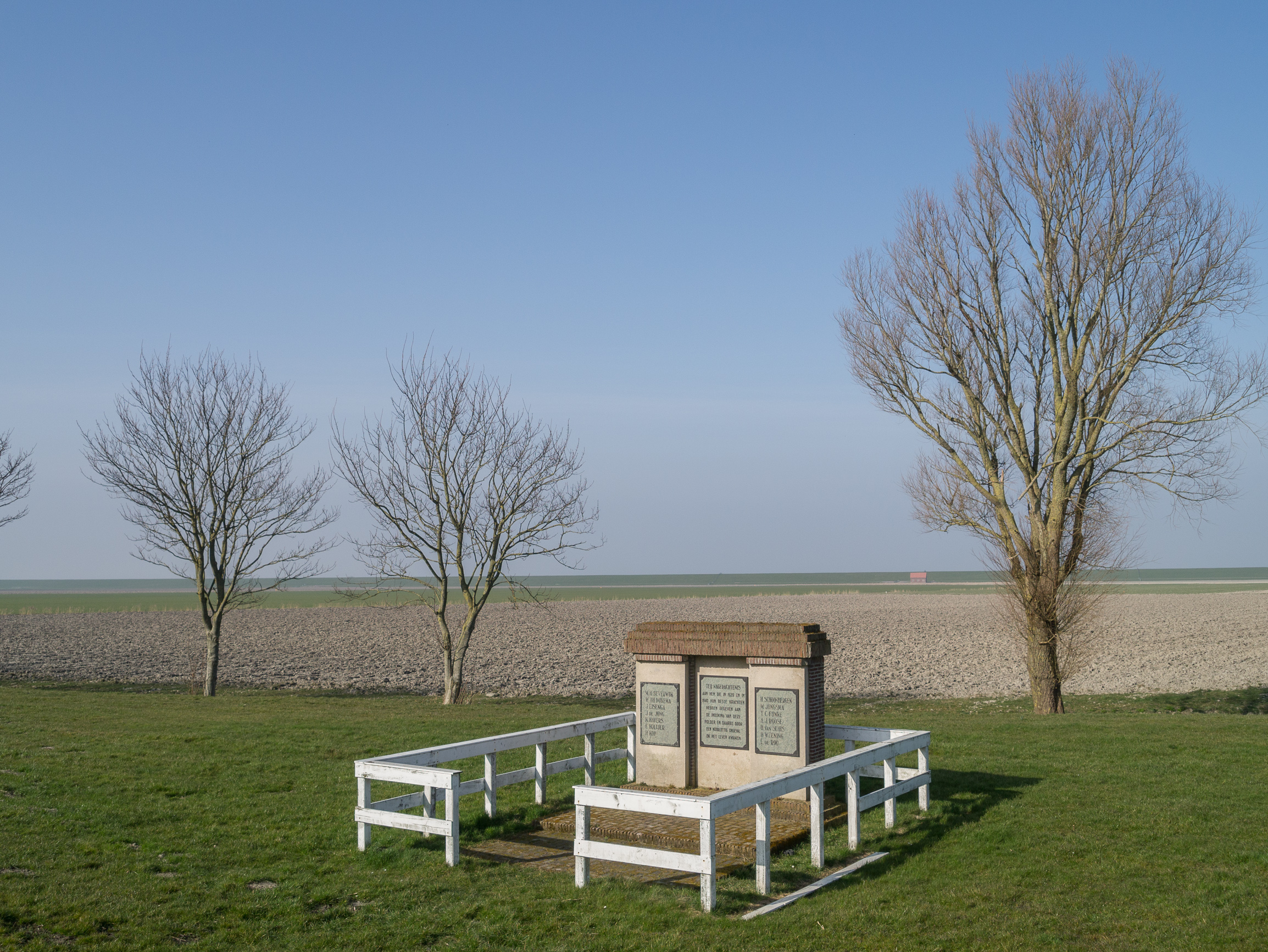
Het op 26 februari 1948 onthulde monument voor de omgekomenen bij de hoofdingang (toen nog Coupure) van de polder.

De Linthorst Homanpolder is een polder in de Nederlandse provincie Groningen.
Het waterschap Linthorst Homanpolder werd in 1919 opgericht om een deel van de buitendijkse gronden (slikken) te omdijken onder de naam De Slikken. Na voltooiing hiervan in 1941 werd het waterschap hernoemd tot Linthorst Homanpolder, naar de net afgetreden commissaris der provincie Hans Linthorst Homan. Het schap nam tegelijk ook taken van het waterschap Ten Dijke over.
De polder ligt ten noorden van Westernieland tussen Pieterburen en Warffum en watert naar het zuiden af via een duiker in de slaperdijk op het voormalige buurwaterschap Hunsingo. Tussen de schappen bestond geen waterakkoord. In 1987 werden de taken overgenomen door Hunsingo (wat betreft de afwatering) en Ommelanderzeedijk (wat betreft de zeedijk). Het waterschap hield daarmee op te bestaan. 
Waterstaatkundig gezien ligt het gebied sinds 1995 binnen dat van het waterschap Noorderzijlvest.

## Werkverschaffing
De zeedijk is grotendeels aangelegd door werklozen in het kader van de werkverschaffing. De werkers waren gehuisvest in een barakkenkamp De Slikken ten noorden van Kaakhorn. Dertien van deze werkers vonden de dood, toen de bus waarmee zij naar het station werden gebracht onder de trein bij Ranum kwam. Voor hen is bij de ingang van de polder een monument opgericht. Op het monument staat nog een veertiende naam van iemand die onder het werkspoorlocomotiefje op de dijk kwam.
De Allard Kwastweg, de "hoofdweg" van de polder, is genoemd naar de hoofdopzichter van de aanleg van de dijk, die op 12 oktober 1944 is geëxecuteerd.